# Harzweg 9 (Quedlinburg)

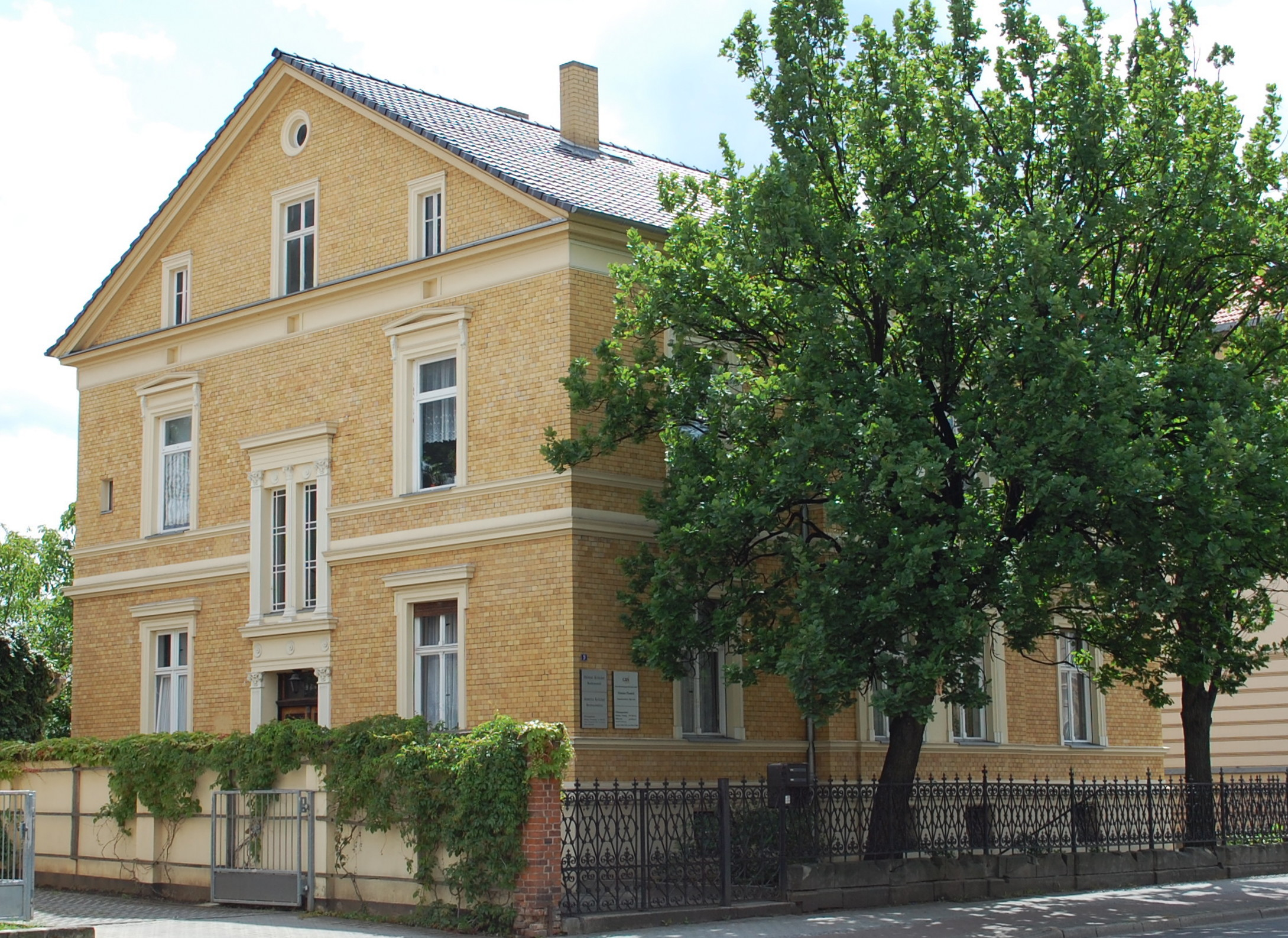
Harzweg 9

Das Haus Harzweg 9 ist ein denkmalgeschütztes Gebäude in Quedlinburg in Sachsen-Anhalt.

## Lage
Das im Quedlinburger Denkmalverzeichnis als Wohnhaus eingetragene Gebäude befindet sich südlich der Quedlinburger Altstadt.

## Architektur und Geschichte
Das zweigeschossige Wohnhaus aus gelben Klinkern entstand in der Zeit um das Jahr 1900. Die Fassade präsentiert sich mit einer strengen Putzgliederung, wobei Formen des Klassizismus eingesetzt wurden. Auf dem Hof des Anwesens befindet sich ein Fachwerkbau aus dem 19. Jahrhundert.
Die Einfriedung des Vorgartens besteht aus auf einem Quadersockel ruhenden Zaunfeldern aus Gusseisen.